# Колишнє торфовище (пам'ятка природи)
Коли́шнє торфо́вище — карстово-спелеологічна пам'ятка природи місцевого значення в Україні. Розташована в межах Хотинського району Чернівецької області, біля північної околиці села Ширівці. 
Площа 24,6 га. Статус надано згідно з рішенням 11 сесії обласної ради XXIII скликання від 16.06.2000 року № 82-11/2000. Перебуває у віданні Шировецької сільської ради. 
Статус надано для збереження реліктової карстової лійки у вапняковистих пісковиках — місце колишнього цінного багатошарового торфовища. Довжина лійки 0,6 км, ширина — до 0,3 км, глибина від 0,5 до 6 м. Після завершення видобутку торфу западина заповнилась водою, утворивши ставок.